# ISO 3166-2:MC
ISO 3166-2:MC è uno standard ISO che definisce i codici geografici del Principato di Monaco ed è un sottogruppo del codice ISO 3166-2.
Tali codici definiscono 17 quartieri all'interno del comune di Monaco e sono formati dalla sigla MC-, seguita da due lettere.

## Codici attuali
I nomi delle suddivisioni sono elencati come nello standard ISO 3166-2 pubblicato dalla ISO 3166 Maintenance Agency (ISO 3166/MA).
| Codice | Quartiere           |
| ------ | ------------------- |
| MC-FO  | Fontvieille         |
| MC-JE  | Giardino esotico    |
| MC-CL  | La Colle            |
| MC-CO  | La Condamine        |
| MC-GA  | La Gare             |
| MC-SO  | La Source           |
| MC-LA  | Larvotto            |
| MC-MA  | Malbousquet         |
| MC-MO  | Monaco Vecchia      |
| MC-MG  | Moneghetti          |
| MC-MC  | Monte Carlo         |
| MC-MU  | Moulins             |
| MC-PH  | Porto d'Ercole      |
| MC-SR  | Saint-Roman         |
| MC-SD  | Sainte-Dévote       |
| MC-SP  | Spélugues           |
| MC-VR  | Vallon de la Rousse |

## Modifiche
Le seguenti modifiche al sottogruppo sono state annunciate nella newsletter ISO 3166/MA dopo la prima pubblicazione dello standard ISO 3166-2 nel 1998:
| Newsletter      | Data                             | Descrizione della modifica nella newsletter |
| --------------- | -------------------------------- | ------------------------------------------- |
| Newsletter II-3 | 2011-12-13 (corretto 2011-12-15) | Aggiunta delle suddivisioni amministrative. |